# 抱いてよ! PLEASE GO ON
「抱いてよ! PLEASE GO ON」（だいてよ プリーズ ゴー オン）は、後藤真希の8枚目のシングル。2003年8月27日発売。

## 概要
特典付初回限定盤と通常盤の2形態で発売。

## 収録曲
全作詞・作曲：つんく　編曲：鈴木Daichi秀行
1. 抱いてよ! PLEASE GO ON
2. おふざけKISS
3. 抱いてよ！PLEASE GO ON(Instrumental)

## 参加ミュージシャン
抱いてよ! PLEASE GO ON
- 全ての楽器：鈴木Daichi秀行
- コーラス：後藤真希・稲葉貴子・保田圭・つんく

おふざけKISS
- ギター&プログラミング：鈴木Daichi秀行
- パーカッション：飯田ヒロシ
- コーラス：後藤真希

## カバー
- High-King(2010年) - ハロー!プロジェクトコンサート『Hello! Project 2010 SUMMER 〜ファンコラ!〜』にて披露。